# Patrice Bart
Patrice Bart (Parigi, 30 luglio 1945) è un ex ballerino, coreografo e maestro di balletto francese.

## Biografia
È stato ammesso alla scuola di danza dell'Opéra di Parigi nel 1957 e ha studiato sotto la supervisione di Serge Peretti e Aleksandr Kaljužnyj. Nel 1959 ha cominciato a danzare nel corps de ballet del balletto dell'Opéra di Parigi, in cui è stato promosso a coryphée nel 1963 e a primo ballerino nel 1969, anno in cui ha vinto anche la medaglia d'oro nella competizione internazionale di Mosca. Nel 1972 è stato proclamato danseur étoile della compagnia dopo aver danzato il ruolo di Siegfried ne Il lago dei cigni con le coreografie di Vladimir Bournmeister.
Nei suoi diciassette anni come étoile della compagnia ha danzato tutti i maggiori ruoli principali e da caratterista del repertorio del balletto dell'Opéra di Parigi, tra cui il principe ne La bella addormentata, Espada e Basilio in Don Chisciotte, Franz in Coppélia, Colas ne La fille mal gardée, Il figliol prodigo e Petruška. Inoltre ha danzato in occasione delle prime di nuove coreografie di Serge Lifar, Roland Petit, Kenneth MacMillan e Rudol'f Nureev, per cui ha danzato come Rothbart al debutto del suo allestimento de Il lago dei cigni nel 1984. Tra il 1970 e il 1982 ha danzato spesso come ospite per il London Festival Ballet.
Ha iniziato a lavorare come coach e maestro di balletto già nel 1986 e poi si è dedicato a tempo pieno a questa attività dopo il ritiro dalle scene nel 1989. Inoltre, tra la fine degli anni ottanta e l'inizio degli anni novanta è stato stretto collaboratore di Nureev nei suoi anni da direttore artistico della compagnia. Oltre ad aver spesso ricreato le coreografie di Nureev, Bart ha firmato coreografie originali per allestimenti di alto profilo.
Nel 1993 il suo allestimento di Don Chisciotte è andato in scena alla Staatsoper di Berlino e due anni più tardi è stato riproposto anche all'Opera Nazionale Finlandese. Nel 1995 ha curato un allestimento di Giselle alla Scala e di Coppélia all'Opéra Garnier. In veste di coreografo ha lavorato di frequente alla Staatsoper di Berlin, per cui ha curato nuove coreografie de Il lago dei cigni, Lo schiaccianoci, Romeo e Giulietta e Giselle.
È andato in pensione il 30 marzo 2011 dopo 54 anni con il balletto dell'Opéra di Parigi. Nel dicembre 2021 il suo allestimento de Il lago dei cigni ha inaugurato la stagione del balletto al Teatro di San Carlo di Napoli.